# Tetrastylus
Tetrastylus (лат.) — вымерший род южноамериканских грызунов из семейства пакарановых, живший с миоцена по плейстоцен (11,62—0,0117 млн лет назад). Это были наземные растительноядные животные, питавшиеся плодами и листьями. Ископаемые остатки Tetrastylus найдены в Южной Америке на территории Бразилии, Венесуэлы, Уругвая и Аргентины.

## Классификация
По данным сайта Paleobiology Database, на сентябрь 2022 года в род включают 4 вымерших вида:
- Tetrastylus angustidens Rusconi, 1934
- Tetrastylus araucanus Ameghino, 1904
- Tetrastylus gigantissimus Ameghino, 1908
- Tetrastylus intermedius Rovereto, 1914